# Christine Kubis
Christine Kubis (bürgerlich: Christine Kubis-Mucker; * 1961) ist eine deutsche Fernsehjournalistin und Moderatorin.

## Leben
Im Anschluss an ihre schulische Ausbildung volontierte Christine Kubis bei der Mittelbayerischen Zeitung in Regensburg, bevor die Arbeit sie ab 1991 in den Norden Deutschlands führte. Im Landesfunkhaus Schleswig-Holstein in Kiel wurde sie zunächst im Hörfunk beim Sender NDR 1 Welle Nord in der Redaktion Politik/Aktuelles eingesetzt. Seit 1995 moderiert sie, zunächst regelmäßig, heute in Vertretung von Gabi Lüeße, zudem den Nachrichtenblock im Schleswig-Holstein Magazin.
Sie ist verheiratet mit Reinhard Mucker, dem Chef der Nachrichten-Redaktion von NDR 1 Welle Nord.